# Pałac Gozdzkich-de Nassau
Pałac Gozdzkich-de Nassau, pierwotnie pałac Lubomirskich, zwany również pałacem Dynasowskim – niezachowany pałac w Warszawie.
Reprezentacyjny gmach znajdował się na terenie jurydyki Aleksandria, niedaleko Krakowskiego Przedmieścia. Dziś w jego miejscu stoją dwie kamienice przy ul. Sewerynów, numer 4 i 6.
Józef Karol Lubomirski poślubił w 1683 roku Teofilę Zasławską, jedyną dziedziczkę fortuny Zasławskich i Ostrogskich, w tym jurydyki Aleksandria utworzonej w 1670 roku przez jej brata Aleksandra Janusza Zasławskiego. Pierwotny pałac Lubomirskich powstał w l. 1709-1733. Po śmierci Aleksandra Dominika Lubomirskiego, syna Józefa Karola, w 1720 roku jurydyka przeszła na jego siostrę Mariannę, która poślubiła Pawła Karola Sanguszkę, marszałka nadwornego litewskiego. W 1754 jurydykę sprzedał ich syn Janusz Aleksander Sanguszko Janowi Małachowskiemu, kanclerzowi wielkiemu koronnemu, który w tym samym roku odsprzedał ją Barbarze z Małachowskich, żonie wojewody podolskiego Bernarda Stanisława Gozdzkiego (zm. 1774) herbu Doliwa.
Bernard Stanisław Gozdzki był już posiadaczem, nabytego w 1748 roku od Doroty Chomętowskiej z domu Tarło, wdowy po hetmanie polnym Stanisławie Chomętowskim, murowanego pałacu zwanego pałacem Chomętowskiego. Transakcję tę zakwestionowali członkowie rodziny Chomętowskich, w wyniku czego pałac pozostawał nieużywany i niszczał, aż około 1780 roku został przekazany przez sąd Dominikowi Pieniążkowi.
Wobec tego Gozdzki zburzył dwór Lubomirskich i na jego miejscu wzniósł 15-osiowy murowany pałac z dwoma bocznymi skrzydłami oraz dworkami dla służby. Za pałacem został założony rozległy, rozciągający się do Wisły, tarasowy ogród, u którego stóp znajdował się długi połączony z Wisła staw, w kształcie litery "T". Przed pałacem rozciągał się rozległy plac dochodzący do ulicy Aleksandria, zakończony ogrodzeniem, po którego bokach stały długie drewniane oficyny, zakończone od strony wjazdu pawilonami.
Z racji tego, że Gozdzki rzadko przebywał w Warszawie pałac niszczał. Cały majątek wojewody, w tym nowy pałac, odziedziczyła jego jedyna córka Karolina, po matce Barbarze Małachowskiej. W 1773 roku Karolina poślubiła Janusza Modesta Sanguszkę, lecz małżeństwo zakończyło się rozwodem w 1778 roku. W 1780 roku wyszła ponownie za mąż, tym razem za awanturnika, świeżo przybyłego do Polski księcia Karol de Nassau-Siegen.
W międzyczasie pałac Gozdzkiego spłonął w 1776 lub 1777 roku, książę de Nassau wraz z małżonką podjęli się dzieła odbudowy i wznieśli pałac w odczuciu współczesnych wspanialszy. Autorem projektu, przygotowanego pierwotnie dla księcia Sanguszki, był Szymon Bogumił Zug. Do pałacu przyległa nazwa wzięta ze spolszczonego imienia księcia de Nassau "dynasowski", zaś całe okolice, pałac wraz z oficynami, ogrodem i placem, nazwany został "dynasami". Nazwa ta przetrwała w topografii Warszawy do dziś. Książę de Nassau-Siegen prowadził rozległą działalność polityczną, wojskową i kulturalną, często podróżując po Europie, przede wszystkim przebywając w Polsce, Francji i Austrii. W 1784 roku doprowadził do wystawienia "Wesela Figara" Beaumarchais w Paryżu, zaś w roku następnym, za pozwoleniem autora, zorganizował polską premierę sztuki na zamku królewskim, która była następnie grana w jego i małżonki pałacu.
Pałac Gozdzkich-de Nassau jednak wkrótce, bo w 1788 roku, spłonął ponownie. Ocalało jedynie południowe boczne skrzydło, które stało się na długie lata ruiną, zamieszkiwaną przez biedotę. Książę ciągle angażujący się w kolejne przedsięwzięcia polityczne, borykał się z problemami finansowymi i nie podjął się dzieła odbudowy pałacu. Zresztą wkrótce z małżonką wyjechał do Petersburga.
Księżna Karolina zmarła w 1804 roku, wyłącznym jej sukcesorem został mąż, oprócz pałacu w Warszawie w skład majątku wchodziły dobra na Podolu, w tym pałac w Tynnie. Książę Karol de Nassau zmarł w 1808 roku, cały jego i żony majątek przeszedł na ich wychowanicę, poznaną na Krymie, Greczynkę Elżbietę Feloe Ekonom (ur. ok. 1794, zm w r. 1872), która wyszła za mąż za rosyjskiego notabla Paweł Butiagina (Boutiaguin), a następnie za Aleksandra Cetnera. W 1815 roku Zygmunt Vogel na zlecenie Butiagina podjął się odbudowania pałacu dynasowskiego i ogrodu, który chciał przeobrazić na krajobrazowy, pomysł ten jednak nie został zrealizowany.
Dzieci Butiakinów odzyskały prawa do ruin pałacu i posesji w 1842 roku, po czym odsprzedali ją Karolowi Schoeneichowi, który z kolei sprzedał ją hrabiemu Sewerynowi Uruskiemu w 1845 roku. Hrabia wykorzystał zachowaną część południowego skrzydła, wznosząc na jego bazie według projektu Marii Franciszka Lampiego w 1846 dom towarowy. Na pozostałej części posesji wybudował bazar z jatkami, na planie koła z wewnętrzną ulicą Sewerynów.